# Арбенина, Стелла
Стелла Арбенина (урождённая Стелла Зоя Уишоу, англ. Stella Zoe Whishaw; в браке — баронесса Мейендорф; 27 сентября 1885, Санкт-Петербург —26 апреля 1976, Лондон) — британская актриса.

## Биография
Стелла Зоя Уишоу родилась в Санкт-Петербурге в семье с англо-русскими корнями. Её отец, Роберт Каттли Уитшоу, был доктором права, дед по материнской линии более 40 лет был капелланом Английской церкви в Санкт-Петербурге. Получила прекрасное домашнее образование, говорила на 4 языках (русском, немецком, английском, французском). С детства участвовала в любительских спектаклях. В возрасте 16 лет отправилась к родственникам в Англию, где в Лондоне Стелла впервые попала в театр. В своих мемуарах она писала: 
После этого для меня не существовало ничего кроме театра
 Однако родители воспротивились решению Стеллы стать актрисой, ей разрешили заниматься музыкой, изучать итальянский язык и по-прежнему участвовать в любительских спектаклях.
10 октября 1907 года Стелла Зоя вышла замуж барона Павла Феофиловича Мейендорфа (1882—1944), сына генерала Феофила Егоровича Мейендорфа и графини Елены Павловны Шуваловой. У супругов было трое детей: Георгий (1908—1930), Елена (род. 1911), Ирина (род. 1913). В браке Стелла по-прежнему много времени уделяла театру. В её доме была изготовлена сцена, на которой разыгрывала пьесы и сцены из классических драм. Брала уроки у актёра и режиссёра Александринского театра Ю. Э. Озаровского.

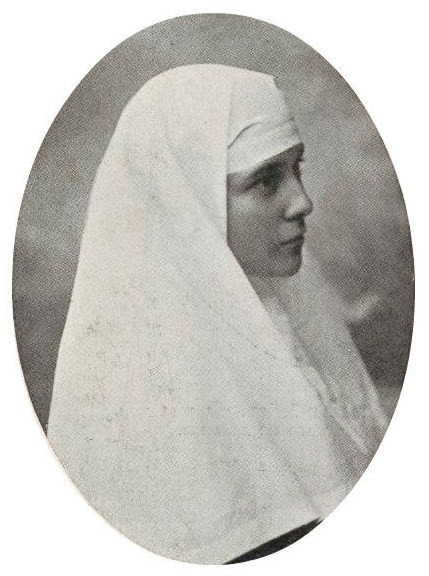
Стелла Романовна

В годы Первой мировой войны баронесса Мейендорф стала сестрой милосердия в госпитале Красного Креста в Петрограде. Проработав в нём 3 года, она была уже старшей медсестрой хирургического отделения, имевшей на попечении 55 раненых. Но и во время войны она брала уроки вокала у примадонны Мариинского театра Марии Александровны Славиной. В это же время произошло её знакомство с В. Э. Мейерхольдом, по протекции которого она отправилась к Станиславскому для поступления вМХТ. Стелла Романовна стала единственной дебютанткой, которой был предложен контракт, однако из-за ситуации в стране он не состоялся.
Во время революции имущество Мейендорфов было конфисковано, и плохое материальное положение позволило Стелле реализовать свою мечту. В 1918 году Стелла Романовна начала выступать на петроградской сцене. Александринский театр объявил конкурс, благодаря которому победитель после трёх репетиций мог выступить на сцене. Стелла Мейендорф выиграла конкурс, и её дебют состоялся 30 апреля в роли Катерины в «Грозе» А. Н. Островского. Она решила взять себе псевдоним Арбенина — по фамилии героини «Маскарада» М. Ю. Лермонтова, который был её любимым поэтом. Позднее она отправилась с театром на гастроли в Вологду, получала недельный ангажемент в Литейном театре.
В сентябре 1918 года супруги были арестованы. Благодаря усилиям комитета балтийских немцев они были освобождены из тюрьмы. Однако опасаясь будущих арестов, Мейендорфы решают покинуть Россию.

### Эстонский период
Супруги перебрались в Эстонию, где сохранились фамильные имения, и поселились в Кумне. Арбенина выступала в театрах Таллина и Тарту, с 1919 года она была ведущей актрисой ревельского Русского театра. Арбениной достаются всё главные роли: Мари Шарден в «Мечте любви» А. И. Косоротова, Вера Мирцева в одноимённой
пьесе Л. Урванцова, Трильби О’Ферель в «Трильби» Г. Г. Ге, Маргарита (Рита) Каваллини в «Романе» Э. Шельдона, а также Лариса в «Бесприданнице» А .Н. Островского, Екатерина Ивановна в одноимённой пьесе Л. Андреева. Иногда она выступает в качестве режиссёра-постановщика. Например, в её постановке 3 ноября 1919 года шёл «Пигмалион» Б. Шоу, в котором актриса исполняла роль Элизы. Среди её ролей этого периода — Мелиссанда в «Принцессе Грёзе» Э. Ростана и Маргарита Готье в «Даме с камелиями»А . Дюма. С февраля 1920 года Арбенина начинает выступать ещё и в Новом русском драматическом театре, созданном на базе петроградской «Студии вольных комедиантов» под руководством Ф. Глазова. Весной из-за внутренних конфликтов Арбенина вообще покидает Русский театр и переходит в труппу Ф. Глазова, которая обосновывается в Тарту под названием «Русского театра в Юрьеве».
Один из критиков писал:
На фоне русского драматического театра в Ревеле, я даже сказал бы – в Эстии, крупным алмазом чистой воды горит талант Арбениной
В 1920 году Арбенина получает эстонское гражданство, а осенью к ней приезжают дети, жившие в Москве в имении деда. Арбенина сотрудничает с Ревельским Немецким театром, и в январе 1921 года она дебютирует в пьесе С. Ланге
«Месть Майи» в роли главной героини Майи фон Крог, исполняя её на немецком языке. Ведущая русскоязычная газета Эстонии «Последние известия» писала:
Три года сценической деятельности С.Р. Арбениной в Ревеле перед зрителем прошло великое множество пьес самого разнообразного жанра, – начиная с трагедий, драм и кончая комедийными пустяками, – исполненных русской труппой с постоянно менявшимся составом, но при неизменном участии г-жи Арбениной. Сколько раз за этот период артистка объединяла вокруг себя всё новые артистические силы, оставаясь средоточием и опорой Русского театра».

### Берлинский период
В августе 1921 года Арбенина отправилась в Берлин, где сначала работала в Русском театре. Но он испытывал финансовые трудности, спектакли в нём шли время от времени, перспективы были неясными. Арбенина устраивается актрисой театра М. Рейнгардта в Берлине. Уже через месяц после дебюта на берлинской сцене она получила главную роль в фильме немецкого кинорежиссёра Ф. В. Мурнау «Проклятая земля/Горящая пашня», позже признанного лучшим фильмом года в Германии. Всего за 18 месяцев своего пребывания в Берлине Арбенина сыграла в 8 фильмах. Нехватка ролей её амплуа в театре вынуждает Стеллу Романовну вернуться на сцену в Ревеле. В феврале 1923 года Арбенина возвращается в Берлин, но неуверенность в своём будущем вынуждает её покинуть Германию.

### Лондонский период
В 1923 году она переехала с детьми в Лондон, где 23 августа 1923 года состоялся её дебют на сцене в роли Антуанетты де Мобан в пьесе «Пленник Зенды». Газета «Дейли Телеграф» отмечала: 
Мисс Арбенина дебютировала в компании выдающихся актеров на знаменитых подмостках, она выдержала испытание с триумфом и обогатила своим вступлением лондонскую сцену.
Арбенина играла на сценах многих лондонских театров, гастролировала с ними за границей, выступала в кино, как английском, так и французском. Неоднократно она возвращалась в Эстонию и выступала в местных театрах.
В 1930 году она выпустила свои мемуары «англ. Through Terror to Freedom», в которых описывала свою жизнь во время революции.
Завершение профессиональной карьеры С. Арбениной совпало с началом Второй мировой войны. Её последним фильмом был «Аутсайдер», выпущенный в прокат в августе 1939 года; последним выступлением на сцене — роль императрицы Елизаветы в мюзикле Э. Машвица, Ф. Томпсона и Г. Болтона «Венгерская мелодия» (1939).
С. Р. Арбенина умерла 26 апреля 1976 года. В некрологе в газете «Таймс» говорилось: «Стеллой много восхищались как актрисой — красивой, элегантной, с чарующим голосом. Её любили и как человека: её яркой и щедрой индивидуальности будет очень не хватать».

## Фильмография
В британском кино чаще всего играла роли второго плана: аристократическую даму с изысканными манерами, свободно говорящую на нескольких европейских языках, или добропорядочную мать хорошо обеспеченного семейства.

| Год  |   | Русское название      | Оригинальное название                  | Роль                                 |
| ---- | - | --------------------- | -------------------------------------- | ------------------------------------ |
| 1922 | ф | Горящая пашня         | Der brennende Acker                    | Хельга / Helga, Rudenburg's 2nd wife |
| 1922 | ф |                       | Miss Rockefeller filmt                 | Sigrid                               |
| 1922 | ф |                       | Die Flucht in die Ehe. Der große Flirt | Witwe                                |
| 1923 | ф |                       | Der Frauenkönig                        |                                      |
| 1923 | ф |                       | Das Geheimnis der Herzogin             |                                      |
| 1923 | ф |                       | Der Geldteufel                         | Die Schwarze                         |
| 1923 | ф |                       | Vineta. Die versunkene Stadt           |                                      |
| 1925 | ф | Секретное Королевство | The Secret Kingdom                     | Mary Quarrain                        |
| 1925 | ф | Последний свидетель   | The Last Witness                       | Mrs. Stapleton                       |
| 1927 | ф | A Woman Redeemed      | A Woman Redeemed                       | Marta                                |
| 1931 | ф | Стамбул               | Stamboul                               | Mme. Bouchier                        |
| 1931 | ф |                       | Bracelets                              | Countess Soumbatoff                  |
| 1934 | ф | Colonel Blood         | Colonel Blood                          | Mrs. Pepys                           |
| 1934 | ф |                       | What Happened Then?                    | Mrs. Bromley                         |
| 1935 | ф |                       | Crime Unlimited                        | Lady Mead                            |
| 1937 | ф | Fine Feathers         | Fine Feathers                          | Elizabeth                            |
| 1937 | ф |                       | Merry Comes to Town                    | Mme. Saroni                          |
| 1938 | ф |                       | Murder in the Family Minor Role        | uncredited                           |
| 1939 | ф |                       | Stolen Life                            | Nurse                                |
| 1939 | ф |                       | The Outsider                           | uncredited                           |

## В литературе
- В 1923 году вышел сборник стихов Игоря Северянина «Соловей», одно из стихотворений которого «Стэлла» имело посвящение «Баронессе С. Р. М—ф»[4]:

Сначала баронесса Стэлла

Прочла «Вы лжете мне, мечты!»

Потом из Грига мне пропела

Во имя только Красоты!

О, воплощенная Вервэна!

Античной пластики полна,

Прияла позы под Шопэна

Так отчеканенно она.

Апологетка поз Далькроза,

В окаменелости живой,

То пламенела грозороза,

То поникала головой…

- Ей посвящено стихотворение Б. В. Правдина «С. Р. Арбенина».

### Комментарии
1. ↑  В ряде источников год рождения Арбениной указывается как 1887. Сергей Исаков и Андрей Рогачевский, исследовавшие жизнь актрисы, указывают 14 сентября 1884[2]